# Zittersheim
Zittersheim – miejscowość i gmina we Francji, w regionie Grand Est, w departamencie Dolny Ren.
Według danych na rok 1990 gminę zamieszkiwało 217 osób, a gęstość zaludnienia wynosiła 27 osób/km² (wśród 903 gmin Alzacji Zittersheim plasuje się na 651. miejscu pod względem liczby ludności, natomiast pod względem powierzchni na miejscu 319.).